# راکاوی بیچ (میزوری)
راکاوی بیچ (به انگلیسی: Rockaway Beach) یک شهر در ایالات متحده آمریکا است که در شهرستان تانی، میزوری واقع شده‌است. راکاوی بیچ ۱٫۷۹ کیلومتر مربع مساحت و ۸۴۱ نفر جمعیت دارد و ۲۲۰ متر بالاتر از سطح دریا قرار دارد.